# Уивер, Джеймс
Джеймс Бэрд Уивер (англ. James Baird Weaver; 12 июня 1833 — 6 февраля 1912) — американский политик из Айовы, член Палаты представителей США дважды кандидат на пост президента. В течение своей политической карьеры он принадлежал к нескольким различным политическим партиям. Он присоединился к республиканцам, выступал против рабства и служил офицером в армии Союза во время гражданской войны, но после 1876 года он перешел в партию гринбекеров, затем к популистам и, наконец, к демократам. Он получил юридическое образование, а в конце своей карьеры он занимал пост мэра Колфакса в штате Айова. Уивер написал книгу «Призыв к действию: толкование Великого восстания, его источника и причин» (англ. A Call to Action: An Interpretation of the Great Uprising, Its Source and Causes), опубликованную в 1892 году, во время его попытки стать президентом; позже он написал историю округа Джаспер.

## Биография
Уивер родился в Огайо, но переехал в Айову ещё в детстве, когда его семья приобрела поместье на границе штатов. В молодости он начал активно участвовать в политической жизни и выступал в защиту фермеров и рабочих; вступал и выходил из нескольких политических партий, отстаивая прогрессивные идеи. После службы в армии Союза во время Гражданской войны в США Уивер вернулся в Айову и работал на выборах на кандидатов от Республиканской партии.
После нескольких неудачных попыток выдвижения кандидатуры от республиканцев на различные должности и растущего недовольства консервативным крылом партии, в 1877 году Уивер перешёл в партию гринбекеров, которая поддерживала увеличение денежной массы и регулирование крупного бизнеса. Баллотируясь от этой партии при поддержке демократов, Уивер выиграл выборы в Палату представителей в 1878 году. Гринбекеры выдвинули Уивера на пост президента в 1880 году, но он получил лишь 3,3 % голосов избирателей. После ещё нескольких попыток занять выборные должности он снова был избран в Палату представителей в 1884 и 1886 годах. В Конгрессе он работал над расширением денежной массы и открытием Индейской территории для белых поселений.
После распада гринбекеров в США возникла новая третья партия, выступающая против крупного бизнеса — Народная партия («также известные как популисты»). Уивер помог организовать партию и был ее кандидатом на пост президента в 1892 году. На этот раз он добился большего успеха, набрав 8,5 % голосов избирателей и победив в пяти штатах, но все еще был далек от победы. К концу XIX века популисты объединились с демократами; Уивер присоединился к ним и продвигал кандидатуру Уильяма Дженнингса Брайана на пост президента в 1896, 1900 и 1908 годах. После службы в качестве мэра города Колфакс в штате Айова, Уивер перестал участвовать в выборах. Он умер в Айове в 1912 году. Большинство политических целей Уивера остались нереализованными после его смерти, но многие из них осуществились в последующие десятилетия.